# Патрік Чавар
Патрік Чавар  (хорв. Patrik Čavar, 24 березня 1971, Меткович) — хорватський гандболіст, олімпійський чемпіон.

## Виступи на Олімпіадах
| Олімпіада    | Дисципліна | Місце |
| ------------ | ---------- | ----- |
| Атланта 1996 | гандбол    | 1     |